# Tobias Raschl
Tobias Raschl (Düsseldorf, 21 febbraio 2000) è un calciatore tedesco, centrocampista del Kaiserslautern.

## Carriera

### Club
Cresciuto nel settore giovanile del Borussia Dortmund, ha esordito in prima squadra il 27 giugno 2020 disputando l'incontro di Bundesliga perso 0-4 contro l'Hoffenheim.

### Nazionale
Ha giocato nelle nazionali giovanili tedesche Under-16 ed Under-19.

## Statistiche

### Presenze e reti nei club
Statistiche aggiornate al 24 aprile 2022.
| Stagione                    | Squadra                     | Campionato                  | Campionato | Campionato | Coppe nazionali | Coppe nazionali | Coppe nazionali | Coppe continentali | Coppe continentali | Coppe continentali | Altre coppe | Altre coppe | Altre coppe | Totale | Totale |
| Stagione                    | Squadra                     | Comp                        | Pres       | Reti       | Comp            | Pres            | Reti            | Comp               | Pres               | Reti               | Comp        | Pres        | Reti        | Pres   | Reti   |
| --------------------------- | --------------------------- | --------------------------- | ---------- | ---------- | --------------- | --------------- | --------------- | ------------------ | ------------------ | ------------------ | ----------- | ----------- | ----------- | ------ | ------ |
| 2019-2020                   | Borussia Dortmund II        | RL                          | 15         | 2          |                 | -               | -               |                    | -                  | -                  |             | -           | -           | 15     | 2      |
| 2020-2021                   | Borussia Dortmund II        | RL                          | 29         | 9          |                 | -               | -               |                    | -                  | -                  |             | -           | -           | 29     | 9      |
| 2021-gen. 2022              | Borussia Dortmund II        | 3L                          | 22         | 3          |                 | -               | -               |                    | -                  | -                  |             | -           | -           | 22     | 3      |
| Totale Borussia Dortmund II | Totale Borussia Dortmund II | Totale Borussia Dortmund II | 66         | 14         |                 | -               | -               |                    | -                  | -                  |             | -           | -           | 66     | 14     |
| giu. 2020                   | Borussia Dortmund           | BL                          | 1          | 0          | CG              | -               | -               | UCL                | -                  | -                  | SG          | -           | -           | 1      | 0      |
| gen.-giu. 2022              | Greuther Fürth              | BL                          | 7          | 0          | CG              | -               | -               |                    | -                  | -                  |             | -           | -           | 7      | 0      |
| Totale carriera             | Totale carriera             | Totale carriera             | 74         | 14         |                 | -               | -               |                    | -                  | -                  |             | -           | -           | 74     | 14     |